# Pszów
Pszów (germană Pschow; sileziană: Pszůw) este un oraș în Polonia.